# Lista de vereadores de Salvador da 20.ª legislatura
Esta é a lista de vereadores de Salvador da 20.ª Legislatura, período que compreende de 1° de janeiro de 2025 até 1° de janeiro de 2029.
| 19.ª legislatura | Lista de vereadores de Salvador da 20.ª legislatura | 21.ª legislatura |

## Bancadas
| Partido   | Federação           | Assentos | Campo    |
| --------- | ------------------- | -------- | -------- |
| UNIÃO     |                     | 7 / 43   | Situação |
| PSDB      | Fed. PSDB Cidadania | 5 / 43   | Situação |
| PP        |                     | 5 / 43   | Situação |
| PDT       |                     | 4 / 43   | Situação |
| REP       |                     | 4 / 43   | Situação |
| PODE      |                     | 2 / 43   | Oposição |
| PL        |                     | 2 / 43   | Situação |
| PSOL      |                     | 2 / 43   | Oposição |
| PRD       |                     | 2 / 43   | Situação |
| DC        |                     | 2 / 43   | Situação |
| PCdoB     | Fe.Brasil           | 2 / 43   | Oposição |
| PSB       |                     | 1 / 43   | Oposição |
| PV        | Fe.Brasil           | 1 / 43   | Oposição |
| PSD       |                     | 1 / 43   | Oposição |
| Cidadania | Fed. PSDB Cidadania | 1 / 43   | Situação |
| PT        | Fe.Brasil           | 1 / 43   | Oposição |
| MDB       |                     | 1 / 43   | Oposição |

## Parlamentares
| Parlamentar | Parlamentar                  | Imagem | Partido                                      | Votos  | %     | Ref.  |
| ----------- | ---------------------------- | ------ | -------------------------------------------- | ------ | ----- | ----- |
| 1°          | Jorge Araújo                 |        | Progressistas PP                             | 36.065 | 2,69% |       |
| 2°          | Carlos Muniz                 |        | Partido da Social Democracia Brasileira PSDB | 24.040 | 1,79% |       |
| 3°          | Luiz Carlos                  |        | Republicanos REP                             | 19.358 | 1,44% |       |
| 4°          | Omarzinho                    |        | Partido Democrático Trabalhista PDT          | 18.304 | 1,36% |       |
| 5°          | Maurício Trindade            |        | Progressistas PP                             | 17.665 | 1,32% |       |
| 6ª          | Roberta Caires               |        | Partido Democrático Trabalhista PDT          | 16.517 | 1,23% |       |
| 7°          | Anderson Ninho               |        | Partido Democrático Trabalhista PDT          | 16.203 | 1,21% |       |
| 8°          | Ricardo Almeida              |        | Democracia Cristã DC                         | 15.465 | 1,15% |       |
| 9°          | André Fraga                  |        | Partido Verde PV                             | 14.128 | 1,05% |       |
| 10ª         | Marta Rodrigues              |        | Partido dos Trabalhadores PT                 | 13.840 | 1,03% |       |
| 11°         | Paulo Magalhães Jr.          |        | União Brasil UNIÃO                           | 13.525 | 1,01% |       |
| 12°         | Kel Torres                   |        | Republicanos REP                             | 13.338 | 0,99% |       |
| 13°         | Duda Sanches                 |        | União Brasil UNIÃO                           | 13.129 | 0,98% |       |
| 14°         | Kiki Bispo                   |        | União Brasil UNIÃO                           | 13.032 | 0,97% |       |
| 15°         | Alberto Braga                |        | União Brasil UNIÃO                           | 12.617 | 0,94% |       |
| 16°         | Sandro Filho                 |        | Progressistas PP                             | 12.565 | 0,94% | [ 4 ] |
| 17°         | Augusto Vasconcelos          |        | Partido Comunista do Brasil PCdoB            | 11.385 | 0,85% |       |
| 18°         | George, O gordinho da favela |        | Progressistas PP                             | 11.120 | 0,83% |       |
| 19°         | Dr. David Rios               |        | Movimento Democrático Brasileiro MDB         | 10.874 | 0,81% |       |
| 20°         | Sidninho                     |        | Progressistas PP                             | 10.863 | 0,81% |       |
| 21ª         | Débora Santana               |        | Partido Democrático Trabalhista PDT          | 10.137 | 0,76% |       |
| 22ª         | Marcelle Moraes              |        | União Brasil UNIÃO                           | 9.997  | 0,75% |       |
| 23°         | Alexandre Aleluia            |        | Partido Liberal PL                           | 9.788  | 0,73% |       |
| 24ª         | Ireuda Silva                 |        | Republicanos REP                             | 9.725  | 0,72% |       |
| 25°         | Cláudio Tinoco               |        | União Brasil UNIÃO                           | 9.721  | 0,72% |       |
| 26ª         | Isabela Sousa                |        | Cidadania CIDADANIA                          | 9.534  | 0,71% |       |
| 27°         | João Cláudio Bacelar         |        | Podemos PODE                                 | 9.339  | 0,70% |       |
| 28°         | Kênio Rezende                |        | Partido Renovação Democrática PRD            | 9.243  | 0,69% |       |
| 29°         | Téo Senna                    |        | Partido da Social Democracia Brasileira PSDB | 9.132  | 0,68% |       |
| 30ª         | Cris Correia                 |        | Partido da Social Democracia Brasileira PSDB | 9.130  | 0,68% |       |
| 31°         | Daniel Alves                 |        | Partido da Social Democracia Brasileira PSDB | 9.018  | 0,67% |       |
| 32°         | Marcelo Guimarães Neto       |        | União Brasil UNIÃO                           | 8.873  | 0,66% | [ 5 ] |
| 33°         | Júlio Santos                 |        | Republicanos REP                             | 8.810  | 0,66% |       |
| 34°         | Rodrigo Amaral               |        | Partido da Social Democracia Brasileira PSDB | 8.775  | 0,65% |       |
| 35°         | Cézar Leite                  |        | Partido Liberal PL                           | 8.676  | 0,65% |       |
| 36°         | Aladilce                     |        | Partido Comunista do Brasil PCdoB            | 8.514  | 0,63% |       |
| 37°         | Eliete Paraguassu            |        | Partido Socialismo e Liberdade PSOL          | 8.479  | 0,63% |       |
| 38°         | Fábio Souza                  |        | Partido Renovação Democrática PRD            | 7.828  | 0,58% |       |
| 39°         | Felipe Santana               |        | Partido Social Democrático PSD               | 7.825  | 0,58% |       |
| 40°         | Professor Hamilton Assis     |        | Partido Socialismo e Liberdade PSOL          | 7.691  | 0,57% |       |
| 41°         | Randerson Leal               |        | Podemos PODE                                 | 7.534  | 0,56% |       |
| 42°         | Alex Alemão                  |        | Democracia Cristã DC                         | 7.089  | 0,53% |       |
| 43°         | Sílvio Humberto              |        | Partido Socialista Brasileiro PSB            | 6.904  | 0,51% |       |